# Дорога на Захід
«Дорога на Захід» — українська сатирична кримінальна комедія режисера Дмитра Захаревича. За жанром фільм є сатирою, стьобом над темами стандартних фільми про період «Буремних 90-х».
Допрем'єрний показ стрічки в Україні вперше відбувся 28 серпня 2014. Офіційна прем'єра стрічки — 23 січня 2015 року.

## Сюжет
«Дорога на Захід» — це історія банди підлітків які вирішили здійснити пограбування автомобілів на лісовій дорозі, як справжні бандити, але виявилось, що не всі з них готові зламати «хороше в собі» заради тимчасового збагачення.

## Виробництво
Зйомки розпочалися в жовтні 2010 році й тривали до 2012 року. Фільм знято повністю на приватні кошти, Держкіно до фінансування не причасне.